# 俞敬忠
俞敬忠（1938年—），男，浙江桐乡人，中华人民共和国棉花育种专家、政治人物，江苏省人大常委会原副主任，第五、八、九届全国人大代表。